# Carney, Oklahoma
Carney är en kommun (town) i Lincoln County i Oklahoma. Vid 2020 års folkräkning hade Carney 545 invånare.